# Krigsåret 2007

## Pågående krig
- Afghanistankriget (2001-)[1]

- Darfurkonflikten (2003-)

- Irakkriget (2003–)[1]
  - Irak på ena sidan
  - USA, Storbritannien med flera på andra sidan

## Händelser

### Januari
- 8 - Krig i Somalia: amerikanskt stridsflyg slår till mot misstänkta terrorister.[2]

### April
- 19 - Ett flygplan av typen Saab 39 Gripen havererar i närheten av Vidsels flygplats utanför Älvsbyn i Sverige. Piloten räddar sig genom att skjuta ut sig.[2]

### Juli
- 3 - Sovjetiska ubåten SC 305 hittas på 136 meters djup på svenskt vatten utanför Grisslehalm. Den sänkdes under sjöstrid mot en finländsk ubåt den 5 december 1942, och 38 personer fanns inuti.[2]

### Oktober
- 4 - I Pyongyang enas Nordkorea och Sydkorea om en officiell fredsdeklaration i Koreakriget (1950-1953), med målet att ersätta vapenstilleståndet med ett fredsavtal.

## Avlidna
- 22 september - Kurt West, 84, finlandssvensk krigsveteran och författare.

### Fotnoter
1. 1 2  ”World Statesmen”. http://www.worldstatesmen.org/WARS.html. Läst 28 juni 2011.
2. 1 2 3   När Var Hur 2008. DN